# Посейдон (океан)

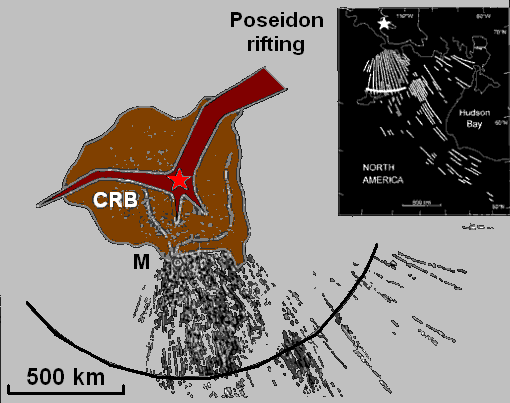
Тектонические и магматические особенности связаны с Большой маккензийской вулканической областью, в том числе с рифтогенезом, создавшим океан Посейдон. Красная звезда показывает начальную зону шлейфа Маккензи относительно литосферы.

Посейдо́н — древний океан, существовавший в мезопротерозойскую эру приблизительно 1,6—1 млрд лет назад.

## Формирование
Посейдон начал формироваться, когда горячая точка (место вулканической активности) столкнулась с литосферой, которая уже находилась в экстенсиональном режиме, который позволил в начале действия вулканизма горячей точки образоваться рифту (крупной линейной впадине в земной коре), создавшему Большую маккензийскую вулканическую область.
Эта горячая точка, также известная как горячая точка Маккензи, произвела пассивный рифт, сформировав тройник, то есть точку тройного сочленения литосферных плит. Поскольку две разветвлённых части рифта продолжали расти, они создали бассейн океана Посейдона.
Третья часть рифта не смогла полностью открыться, образовав авлакоген, глубокий и узкий участок земной коры, опущенный относительно окружающей местности по крутым или вертикальным разломом, в фундаменте древней платформы, перекрытый платформенным чехлом.